# كأس تونس للكرة الطائرة للرجال 2024–25
كأس تونس للكرة الطائرة للرجال 2024-2025 هو الموسم رقم 69 من كأس تونس للكرة الطائرة للرجال.

## روابط خارجية
- الموقع الرسمي للجامعة التونسية للكرة الطائرة.